# スノーキー
スノーキーは、1999年2月にオリンピアが開発し、平和が発売したパチスロ機。平和のパチスロ参入第一弾。

## 概要
筐体ランプ演出や、チャンスランプ等パチンコメーカーならではのアイディアが盛り込まれており人気を得た。

ハード部分や認可等はオリンピアが行っており現在も『平和BROS』としてこの関係は続いている。
インパクト抜群の告知（リール全体が青く光る、「ブルーフラッシュ」）は成立Pの次のゲーム終了後となっており、これによって常に期待感が継続される。
ビッグ中の小役確率に大幅な設定差が存在し数回のビッグで設定5・6はほぼ判別可能。

## スペック
- ボーナス確率（メーカー発表値）

| 設定 | BIG確率 | REG確率 |
| ---- | ------- | ------- |
| 1    | 1/292   | 1/655   |
| 2    | 1/277   | 1/606   |
| 3    | 1/264   | 1/564   |
| 4    | 1/248   | 1/528   |
| 5    | 1/240   | 1/468   |
| 6    | 1/240   | 1/364   |

## 関連商品
- 『バーチャパチスロEX』（マップジャパン、1999年10月21日、プレイステーション用ゲームソフト）